# Durgamadau
Durgamadau (nep. दुर्गामाण्डु) – gaun wikas samiti w zachodniej części Nepalu w strefie Seti w dystrykcie Doti. Według nepalskiego spisu powszechnego z 2001 roku liczył on 754 gospodarstw domowych i 3820 mieszkańców (2042 kobiet i 1778 mężczyzn).